# Tenuis
Tenuis är ett fonetiskt begrepp för en viss typ av konsonantljud. Det används bland annat vid beskrivandet av ljud i gammal grekiska.